# Henk van Maldegem

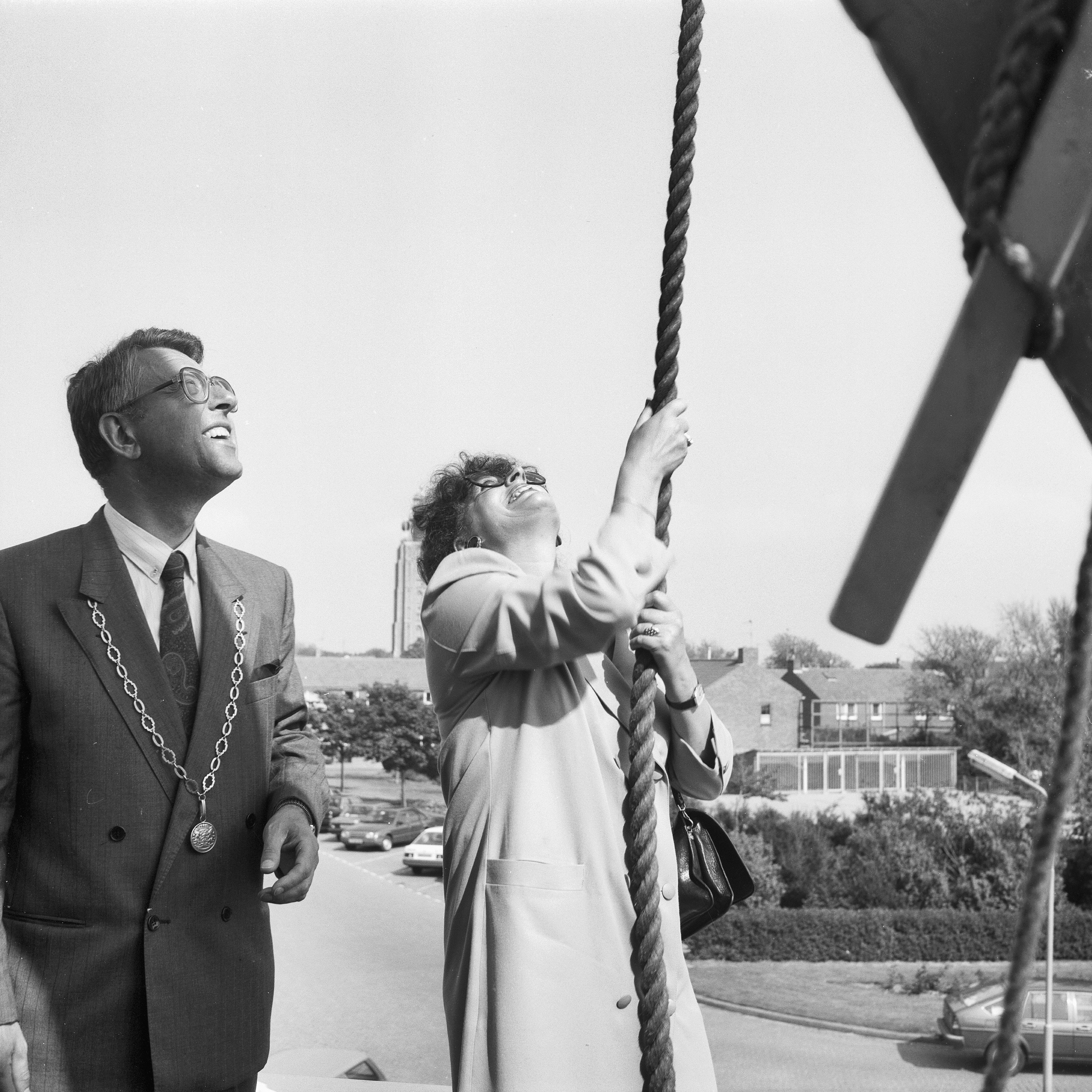
Burgemeester H.A. van Maldegem (links) bij de in bedrijfstelling van molen De Noorman (1987)

Hendrik Andries (Henk) van Maldegem (Vlissingen, 4 juli 1939 - Westkapelle, 1 december 2020) was een Nederlands politicus van de VVD.
In zijn geboorteplaats Vlissingen heeft hij na de hbs aan de hts werktuigbouwkunde gestudeerd. Na het behalen van zijn diploma ging hij in 1962 in Wageningen als technisch assistent werken bij het Laboratorium voor Natuur- en Weerkunde van de Landbouwhogeschool. In 1966 werd hij leraar vaktechnisch tekenen aan de lts in Loosduinen en later werd hij leraar praktische toepassing aan de hts in Arnhem. Daarnaast was hij wethouder in zijn woonplaats Zevenaar. In augustus 1981 werd Van Maldegem burgemeester van Westkapelle. Op 1 januari 1997 fuseerde die gemeente met onder andere Veere en Valkenisse tot de nieuwe gemeente Veere waarmee zijn functie kwam te vervallen. Hij  overleed eind 2020 op 81-jarige leeftijd.